# Layrisse
Layrisse is een gemeente in het Franse departement Hautes-Pyrénées (regio Occitanie) en telt 161 inwoners (2005). De plaats maakt deel uit van het arrondissement Tarbes.

## Geografie
De oppervlakte van Layrisse bedraagt 3,3 km², de bevolkingsdichtheid is 48,8 inwoners per km².

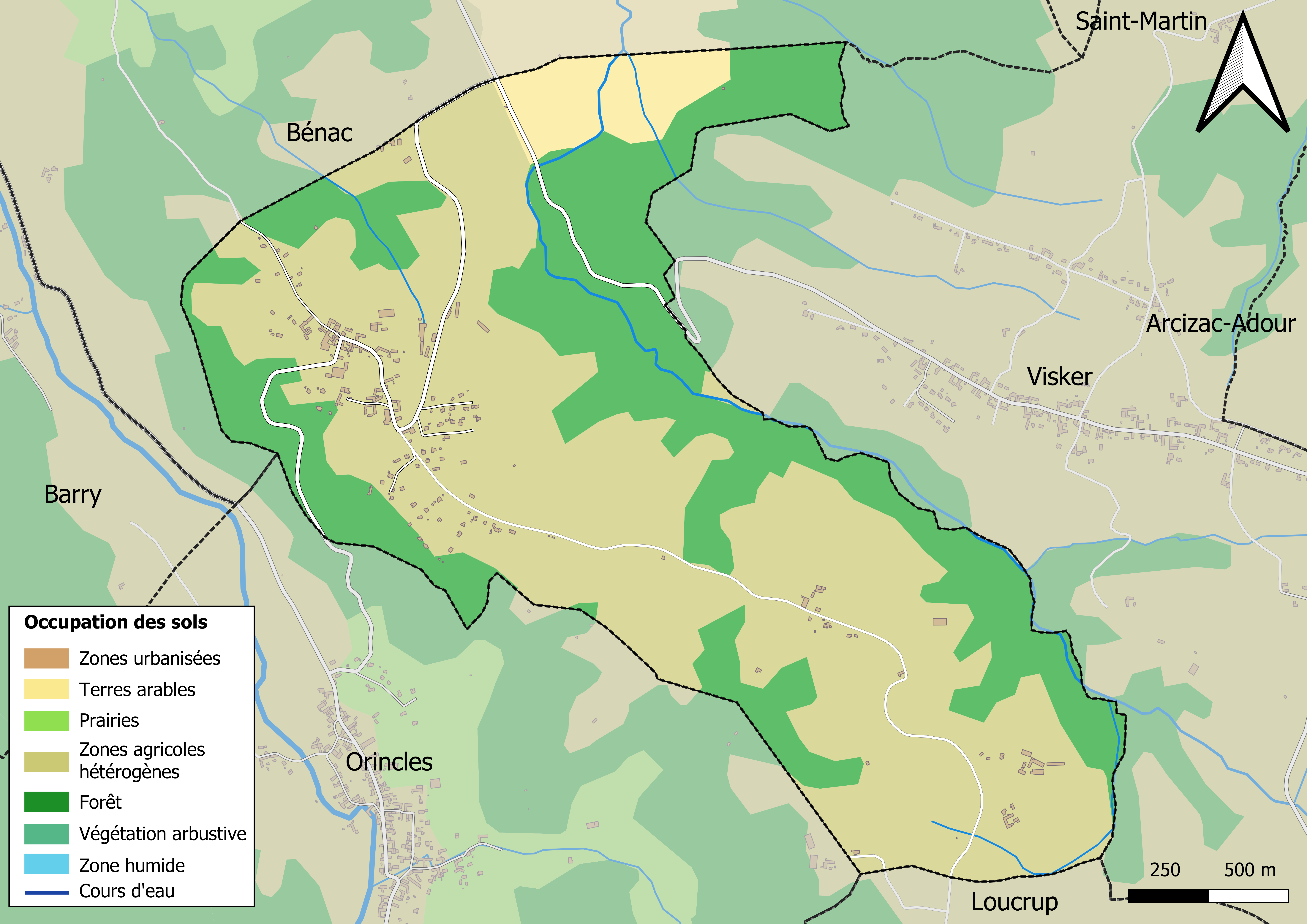
Kaart van de gemeente met belangrijkste infrastructuur, bodemgebruik en omliggende gemeenten

## Demografie
Onderstaande figuur toont het verloop van het inwonertal (bron: INSEE-tellingen).